# Орден Правой руки Гуркки
Орден Правой руки Гуркки (непальск. गोरखा दक्षिण बाहु) — государственная награда Непала.

## История
Орден Правой руки Гуркки был учреждён в 1896 году королём Притхви.
7 сентября 1932 года орден был возрождён и реформирован королём Трибхуваном, который в 1936 году в дополнение к ордену учредил медаль.
В наградной системе Непала орден Правой руки Гуркки остаётся старейшим, он также сохранился в республиканском Непале.
Орден присуждался военным и гражданским непальцам, а также иностранным гражданам, сделавшим выдающийся вклад в областях искусства, литературы, спорта, науки и социальной сфере.
Среди награждённых орденом 1 класса советский космонавт, дважды Герой Советского Союза Андриян Николаев.

## Степени
Орден имеет пять классов и медаль. Также были специальные классы для монарха и гроссмейстера ордена.
- Кавалер ордена 1 класса — знак ордена на чрезплечной ленте и звезда
- Кавалер ордена 2 класса — знак ордена на шейной ленте и звезда
- Кавалер ордена 3 класса — знак ордена на шейной ленте
- Кавалер ордена 4 класса — знак ордена на нагрудной ленте
- Кавалер ордена 5 класса — знак ордена без эмалей на нагрудной ленте
- Медаль ордена

## Описание
Знак ордена — золотая пятиконечная звезду с наложенным в центре изображением геральдического солнца с ликом, под которым два перекрещенных кукри. Знак ордена при помощи кольца крепится к орденской ленте.
Звезда ордена 1 класса многолучевая (круглая), в центре большой круглый медальон красной эмали с наложенным серебряным знаком ордена с золотым солнцем и кукри. Между лучами знака идёт золотая надпись на непальском языке.
Звезда ордена 2 класса отличается от звезды ордена 1 класса отсутствием красной эмали.
Орденская лента цвета шафран (тёмно-красная).